# لیگ اورواچ
لیگ اورواچ (به انگلیسی: Overwatch League) به اختصار (OWL) یک ورزش الکترونیک حرفه ای برای بازی ویدیویی اورواچ است که توسط توسعه دهنده آن شرکت بلیزارد انترتینمنت حمایت و برگزار می‌شود.
لیگ اورواچ با همکاری از مجموعه تیمهای دائمی و مستقر در شهرهای مختلف جهان که توسط گروه‌های جداگانه اسپانسر و پشتیبانی می‌شوند، مسابقه ورزشی برگزار می‌کند. این مسابقه الکترونیک در دو قالب به صورت فصل معمولی و بازی حذفی اجرا می‌شود. همچنین بازیکنان این لیگ بر اساس عملکرد تیم و برنده شدن، حداقل حقوق سالانه، مزایا دریافت می‌کنند.
لیگ در سال ۲۰۱۶ معرفی شد و در فصل افتتاحیه که در سال ۲۰۱۸ برگزار شد، اعلام شد که مجموع جوایز جایزه ۳٫۵ میلیون دلار آمریکا به تیم‌ها داده می‌شود.

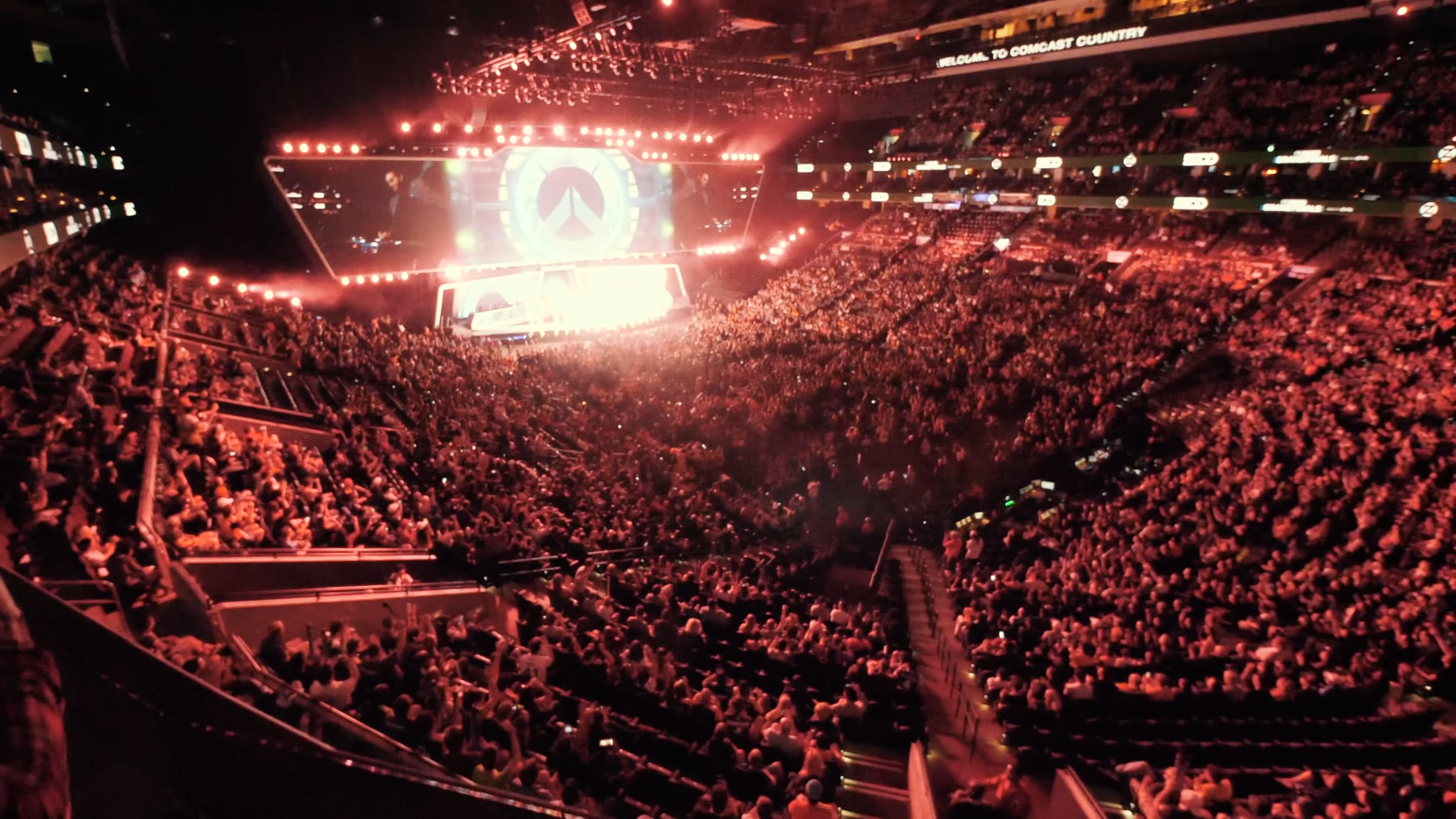
فینال اولین فصل اورواچ در سال ۲۰۱۹